# Aberdare
Aberdare (walisisk: Aberdâr) er en industriby i Rhondda Cynon Taf County, der udgør en del af det traditionelle walisiske grevskab Mid Glamorgan. Byen ligger på det sted, hvor floderne Dar og Cynon flyder sammen, omkring 6 km fra Merthyr Tydfil og 38 km fra Cardiff. I 2017 blev det estimeret at byen havde indbyggere39.550, hvilket gør den til en af de største byer i Wales.